# Branko Smiljanić
Branko Smiljanić (in serbo Бранко Смиљанић?; Belgrado, 27 settembre 1957) è un ex calciatore e allenatore di calcio serbo, fino al 1992 jugoslavo, di ruolo attaccante.

## Palmarès

### Competizioni nazionali
- Druga liga SR Jugoslavije: 1

Borac Čačak: 1998-1999 Ovest
- Coppa di Giordania: 2

Al-Faisaly: 2004, 2005
- Supercoppa di Giordania: 1

Al-Faisaly: 2004
- Campionato libico: 2

Al-Ittihad: 2006-2007, 2007-2008
- Coppa di Libia: 1

Al-Ittihad: 2007
- Supercoppa di Libia: 2

Al-Ittihad: 2006, 2007

### Competizioni internazionali
- Coppa dell'AFC: 1

Al-Faisaly: 2005